# Newton (Mississippi)
Newton è una città (city) degli Stati Uniti d'America, situata nella contea di Newton, nello Stato del Mississippi.